# رابرت بات
رابرت بات (انگلیسی: Robert Butt؛ زادهٔ ۲۷ مارس ۱۹۴۶) بازیکن فوتبال است.
از باشگاه‌هایی که در آن بازی کرده‌است می‌توان به باشگاه فوتبال ورکسام اشاره کرد.